# Moi, ma grand-mère
 (août 2022).
Si vous disposez d'ouvrages ou d'articles de référence ou si vous connaissez des sites web de qualité traitant du thème abordé ici, merci de compléter l'article en donnant les références utiles à sa vérifiabilité et en les liant à la section « Notes et références ».
 (juin 2025).
Motif : pas de sources secondaires centrées sur cet album, notoriété pas établie
- Archive Wikiwix
- Bing
- Cairn
- DuckDuckGo
- E. Universalis
- Gallica
- Google
- G. Books
- G. News
- G. Scholar
- Persée
- Qwant
- (zh) Baidu
- (ru) Yandex
- (wd) trouver des œuvres sur Wikidata

| 1. | Préciser le motif de la pose du bandeau. | Précisez le motif de la pose du bandeau en utilisant la syntaxe suivante : {{admissibilité à vérifier\|date=juin 2025\|motif=remplacez ce texte par le motif}}                          |
| 2. | Informer les utilisateurs concernés.     | Pensez à avertir le créateur de l'article, par exemple, en insérant le code ci-dessous sur sa page de discussion : {{subst:avertissement admissibilité à vérifier\|Moi, ma grand-mère}} |

Moi, ma grand-mère est un album de littérature jeunesse écrit et illustré par Pierre Élie Ferrier (Pef). Il s'agit du premier livre de cet auteur écrit en 1978, édité chez Messidor, La Farandole.

## Personnages
- Des écoliers
- Des grands-mères extraordinaires
- La grand-mère.

## Résumé
Des écoliers décrivent les uns après les autres leur grand-mère. Elles sont toutes plus exceptionnelles les unes que les autres : cosmonaute, maître-nageur pour baleines, exploratrice, pilote d'essai…
Arrive alors le tour du dernier garçon qui a LA grand-mère : celle qui sait faire des tartines de beurre avec du chocolat dessus.